# 이숙진 (고려)
이숙진(李淑眞, ?~?)은 고려의 관리이다.

## 생애
1270년, 고려의 중서사인(前中書舍人)으로 강화도에서 삼별초의 봉기를 막았다.
이후 경상도안렴사(慶尙道按廉使)에 부임한 그는 1271년에 밀성군에서 방보(方甫) 등이 반란을 일으키자 김주로 도망치며 토벌을 지연시키다가 금주방어사 김훤(金晅)의 재촉으로 인해 반란군을 진압에 나섰다.

## 외부
- 이숙진 - 한국민족문화대백과사전